# بلوشیچ
بلوشیچ (به صربی: Belušić) یک منطقهٔ مسکونی در صربستان است.